# Campionatul Mondial de Fotbal 2022 – Grupa C
Grupa C de la Campionatul Mondial de Fotbal 2022 a avut loc în perioada 22-30 noiembrie 2022. Grupa a fost alcătuită din Argentina, Arabia Saudită, Mexic și Polonia. Clasate pe primele două locuri, Argentina și Polonia au avansat în runda optimilor.

### Echipe
| Poziția tragerii | Echipa         | Urnă | Confederația | Metoda calificării                     | Data calificării  | Apariții în turneul final | Ultima apariție | Cea mai bună performanță           | Clasamentul FIFA | Clasamentul FIFA |
| Poziția tragerii | Echipa         | Urnă | Confederația | Metoda calificării                     | Data calificării  | Apariții în turneul final | Ultima apariție | Cea mai bună performanță           | martie 2022      | Martie 2022      |
| ---------------- | -------------- | ---- | ------------ | -------------------------------------- | ----------------- | ------------------------- | --------------- | ---------------------------------- | ---------------- | ---------------- |
| C1               | Argentina      | 1    | CONMEBOL     | Locul 2 în clasamentul grupei CONMEBOL | 16 noiembrie 2021 | 18                        | 2018            | Câștigătoare (1978, 1986)          | 4                | 3                |
| C2               | Arabia Saudită | 4    | AFC          | Câștigătoarea Grupei B Runda a treia   | 24 martie 2022    | 6                         | 2018            | Optimi în (1994)                   | 49               | 51               |
| C3               | Mexic          | 2    | CONCACAF     | Locul 2 în Runda a treia CONCACAF      | 30 martie 2022    | 17                        | 2018            | Sferturi de finală în (1970, 1986) | 9                | 13               |
| C4               | Polonia        | 3    | UEFA         | Câștigătoare Calea B a doua rundă UEFA | 29 martie 2022    | 9                         | 2018            | Locul trei în (1974, 1982)         | 26               | 26               |

Note
1. ↑  Clasamentul din martie 2022 a fost folosit pentru tragerea la sorți.

## Clasament
| Loc | Echipa         | MJ | V | E | Î | GM | GP | DG | Pct | Calificare                      |
| --- | -------------- | -- | - | - | - | -- | -- | -- | --- | ------------------------------- |
| 1   | Argentina      | 3  | 2 | 0 | 1 | 5  | 2  | +3 | 6   | Avansează în Runda eliminatorie |
| 2   | Polonia        | 3  | 1 | 1 | 1 | 2  | 2  | 0  | 4   | Avansează în Runda eliminatorie |
| 3   | Mexic          | 3  | 1 | 1 | 1 | 2  | 3  | −1 | 4   |                                 |
| 4   | Arabia Saudită | 3  | 1 | 0 | 2 | 3  | 5  | −2 | 3   |                                 |

## Meciurile
Toate orele sunt listate la ora României.

### Argentina vs Arabia Saudită
| Argentina          | 1–2    | Arabia Saudită                      |
| ------------------ | ------ | ----------------------------------- |
| - Messi 10' (pen.) | Raport | - Al-Shehri 48' - S. Al-Dawsari 53' |

| Argentina | Arabia Saudită |

| GK             | 23 | Emiliano Martínez  |  |     |
| RB             | 26 | Nahuel Molina      |  |     |
| CB             | 13 | Cristian Romero    |  | 59' |
| CB             | 19 | Nicolás Otamendi   |  |     |
| LB             | 3  | Nicolás Tagliafico |  | 71' |
| CM             | 7  | Rodrigo De Paul    |  |     |
| CM             | 5  | Leandro Paredes    |  | 59' |
| RW             | 11 | Ángel Di María     |  |     |
| LW             | 17 | Papu Gómez         |  | 59' |
| CF             | 10 | Lionel Messi (c)   |  |     |
| CF             | 22 | Lautaro Martínez   |  |     |
| Înlocuiri:     |    |                    |  |     |
| DF             | 25 | Lisandro Martínez  |  | 59' |
| FW             | 9  | Julián Álvarez     |  | 59' |
| MF             | 24 | Enzo Fernández     |  | 59' |
| MF             | 8  | Marcos Acuña       |  | 71' |
| Manager:       |    |                    |  |     |
| Lionel Scaloni |    |                    |  |     |

| GK           | 21 | Mohammed Al-Owais   | 90+2' |       |     |
| RB           | 12 | Saud Abdulhamid     | 82'   |       |     |
| CB           | 17 | Hassan Al-Tambakti  |       |       |     |
| CB           | 5  | Ali Al-Bulaihi      | 75'   |       |     |
| LB           | 13 | Yasser Al-Shahrani  |       | 90+9' |     |
| DM           | 8  | Abdulellah Al-Malki | 67'   |       |     |
| RM           | 9  | Firas Al-Buraikan   |       | 89'   |     |
| CM           | 7  | Salman Al-Faraj (c) |       | 45+4' |     |
| CM           | 23 | Mohamed Kanno       |       |       |     |
| LM           | 10 | Salem Al-Dawsari    | 79'   |       |     |
| CF           | 11 | Saleh Al-Shehri     |       | 78'   |     |
| Înlocuiri:   |    |                     |       |       |     |
| MF           | 18 | Nawaf Al-Abed       | 88'   | 45+4' | 89' |
| DF           | 2  | Sultan Al-Ghannam   |       | 78'   |     |
| DF           | 4  | Abdulelah Al-Amri   |       |       | 89' |
| FW           | 25 | Haitham Asiri       |       | 89'   |     |
| DF           | 6  | Mohammed Al-Breik   |       | 90+9' |     |
| Manager:     |    |                     |       |       |     |
| Hervé Renard |    |                     |       |       |     |

| Jucătorul meciului: Mohammed Al-Owais (Saudi Arabia) Arbitri asistenți: Tomaž Klančnik (Slovenia) Andraž Kovačič (Slovenia) Al patrulea oficial: Maguette Ndiaye (Senegal) Arbitru asistent rezervă: El Hadj Malick Samba (Senegal) Arbitru asistent VAR: Pol van Boekel (Țările de Jos) Arbitri asistenți video: Bastian Dankert (Germania) Abdelhak Etchiali (Algeria) Ricardo de Burgos Bengoetxea (Spania) Arbitri asistenți video: Nicolas Danos (Franța) |

### Mexic vs Polonia
| Mexic | 0–0    | Polonia |
| ----- | ------ | ------- |
|       | Raport |         |

| Mexic | Polonia |

| GK              | 13 | Guillermo Ochoa (c) |     |     |
| RB              | 19 | Jorge Sánchez       | 29' |     |
| CB              | 3  | César Montes        |     |     |
| CB              | 15 | Héctor Moreno       | 56' |     |
| LB              | 23 | Jesús Gallardo      |     |     |
| DM              | 4  | Edson Álvarez       |     |     |
| CM              | 16 | Héctor Herrera      |     | 71' |
| CM              | 24 | Luis Chávez         |     |     |
| RF              | 22 | Hirving Lozano      |     |     |
| CF              | 20 | Henry Martín        |     | 71' |
| LF              | 10 | Alexis Vega         |     | 84' |
| Înlocuiri:      |    |                     |     |     |
| MF              | 8  | Carlos Rodríguez    |     | 71' |
| FW              | 9  | Raúl Jiménez        |     | 71' |
| FW              | 21 | Uriel Antuna        |     | 84' |
| Manager:        |    |                     |     |     |
| Gerardo Martino |    |                     |     |     |

| GK                  | 1  | Wojciech Szczęsny      |     |     |
| CB                  | 18 | Bartosz Bereszyński    |     |     |
| CB                  | 15 | Kamil Glik             |     |     |
| CB                  | 14 | Jakub Kiwior           |     |     |
| DM                  | 10 | Grzegorz Krychowiak    |     |     |
| CM                  | 13 | Jakub Kamiński         |     |     |
| CM                  | 19 | Sebastian Szymański    |     | 71' |
| RW                  | 2  | Matty Cash             |     |     |
| LW                  | 21 | Nicola Zalewski        |     | 46' |
| CF                  | 20 | Piotr Zieliński        |     | 87' |
| CF                  | 9  | Robert Lewandowski (c) |     |     |
| Înlocuiri:          |    |                        |     |     |
| MF                  | 6  | Krystian Bielik        |     | 46' |
| MF                  | 24 | Przemysław Frankowski  | 76' | 71' |
| FW                  | 7  | Arkadiusz Milik        |     | 87' |
| Manager:            |    |                        |     |     |
| Czesław Michniewicz |    |                        |     |     |

| Jucătorul meciului: Guillermo Ochoa (Mexico) Arbitri asistenți: Anton Shchetinin (Australia) Ashley Beecham (Australia) Al patrulea oficial: Stéphanie Frappart (Franța) Arbitru asistent rezervă: Neuza Back (Brazilia) Arbitru asistent VAR: Shaun Evans (Australia) Arbitri asistenți video: Nicolás Gallo (Columbia) Martín Soppi (Uruguay) Juan Soto (Venezuela) Arbitri asistenți video: Djibril Camara (Senegal) |

### Polonia vs Arabia Saudită
| Polonia                           | 2–0    | Arabia Saudită |
| --------------------------------- | ------ | -------------- |
| - Zieliński 39' - Lewandowski 82' | Raport |                |

| Polonia | Arabia Saudită |

| GK                  | 1  | Wojciech Szczęsny      |     |     |
| CB                  | 18 | Bartosz Bereszyński    |     |     |
| CB                  | 15 | Kamil Glik             |     |     |
| CB                  | 14 | Jakub Kiwior           | 15' |     |
| RM                  | 2  | Matty Cash             | 16' |     |
| CM                  | 6  | Krystian Bielik        |     |     |
| CM                  | 10 | Grzegorz Krychowiak    |     |     |
| LM                  | 24 | Przemysław Frankowski  |     |     |
| AM                  | 20 | Piotr Zieliński        |     | 63' |
| CF                  | 7  | Arkadiusz Milik        | 19' | 71' |
| CF                  | 9  | Robert Lewandowski (c) |     |     |
| Înlocuiri:          |    |                        |     |     |
| MF                  | 13 | Jakub Kamiński         |     | 63' |
| FW                  | 23 | Krzysztof Piątek       |     | 71' |
| Manager:            |    |                        |     |     |
| Czesław Michniewicz |    |                        |     |     |

| GK           | 21 | Mohammed Al-Owais    |       |     |       |
| RB           | 12 | Saud Abdulhamid      |       |     |       |
| CB           | 4  | Abdulelah Al-Amri    | 45+4' |     |       |
| CB           | 5  | Ali Al-Bulaihi       |       |     |       |
| LB           | 6  | Mohammed Al-Breik    |       | 65' |       |
| DM           | 8  | Abdulellah Al-Malki  | 20'   | 85' |       |
| CM           | 16 | Sami Al-Najei        |       | 46' |       |
| CM           | 23 | Mohamed Kanno        |       |     |       |
| RW           | 9  | Firas Al-Buraikan    |       |     |       |
| LW           | 10 | Salem Al-Dawsari (c) |       |     |       |
| CF           | 11 | Saleh Al-Shehri      |       | 85' |       |
| Înlocuiri:   |    |                      |       |     |       |
| MF           | 18 | Nawaf Al-Abed        |       | 46' | 90+5' |
| DF           | 2  | Sultan Al-Ghannam    |       | 65' |       |
| FW           | 20 | Abdulrahman Al-Aboud |       | 85' |       |
| MF           | 24 | Nasser Al-Dawsari    |       | 85' |       |
| FW           | 19 | Hattan Bahebri       |       |     | 90+5' |
| Manager:     |    |                      |       |     |       |
| Hervé Renard |    |                      |       |     |       |

| Jucătorul meciului: Robert Lewandowski (Poland) Arbitri asistenți: Bruno Boschilia (Brazilia) Bruno Pires (Brazilia) Al patrulea oficial: Kevin Ortega (Peru) Arbitru asistent rezervă: Michael Orué (Peru) Arbitru asistent VAR: Drew Fischer (Canada) Arbitri asistenți video: Armando Villarreal (SUA) Nicolás Taran (Uruguay) Leodán González (Uruguay) Arbitri asistenți video: Martín Soppi (Uruguay) |

### Argentina vs Mexic
| Argentina                   | 2–0    | Mexic |
| --------------------------- | ------ | ----- |
| - Messi 64' - Fernández 87' | Raport |       |

| Argentina | Mexic |

| GK             | 23 | Emiliano Martínez   |     |     |
| RB             | 4  | Gonzalo Montiel     | 43' | 63' |
| CB             | 19 | Nicolás Otamendi    |     |     |
| CB             | 25 | Lisandro Martínez   |     |     |
| LB             | 8  | Marcos Acuña        |     |     |
| CM             | 7  | Rodrigo De Paul     |     |     |
| CM             | 18 | Guido Rodríguez     |     | 57' |
| RW             | 11 | Ángel Di María      |     | 69' |
| LW             | 20 | Alexis Mac Allister |     | 69' |
| CF             | 10 | Lionel Messi (c)    |     |     |
| CF             | 22 | Lautaro Martínez    |     | 63' |
| Înlocuiri:     |    |                     |     |     |
| MF             | 24 | Enzo Fernández      |     | 57' |
| FW             | 9  | Julián Álvarez      |     | 63' |
| DF             | 26 | Nahuel Molina       |     | 63' |
| MF             | 14 | Exequiel Palacios   |     | 69' |
| DF             | 13 | Cristian Romero     |     | 69' |
| Manager:       |    |                     |     |     |
| Lionel Scaloni |    |                     |     |     |

| GK              | 13 | Guillermo Ochoa     |     |     |
| CB              | 2  | Néstor Araujo       | 22' |     |
| CB              | 3  | César Montes        |     |     |
| CB              | 15 | Héctor Moreno       |     |     |
| RWB             | 26 | Kevin Álvarez       |     | 66' |
| LWB             | 23 | Jesús Gallardo      |     |     |
| CM              | 24 | Luis Chávez         |     |     |
| CM              | 16 | Héctor Herrera      | 66' |     |
| CM              | 18 | Andrés Guardado (c) |     | 42' |
| CF              | 22 | Hirving Lozano      |     | 73' |
| CF              | 10 | Alexis Vega         |     | 66' |
| Substitutions:  |    |                     |     |     |
| MF              | 14 | Érick Gutiérrez     | 50' | 42' |
| FW              | 9  | Raúl Jiménez        |     | 66' |
| FW              | 21 | Uriel Antuna        |     | 66' |
| FW              | 25 | Roberto Alvarado    | 89' | 73' |
| Manager:        |    |                     |     |     |
| Gerardo Martino |    |                     |     |     |

| Jucătorul meciului: Lionel Messi (Argentina) Arbitri asistenți: Ciro Carbone (Italia) Alessandro Giallatini (Italia) Al patrulea oficial: István Kovács (România) Arbitru asistent rezervă: Ovidiu Artene (România) Arbitru asistent VAR: Massimiliano Irrati (Italia) Arbitri asistenți video: Paolo Valeri (Italia) Roberto Díaz Pérez del Palomar (Spania) Jérôme Brisard (Franța) Arbitri asistenți video: Jerson dos Santos (Angola) |

### Polonia vs Argentina
| Polonia | 0–2    | Argentina                        |
| ------- | ------ | -------------------------------- |
|         | Raport | - Mac Allister 46' - Álvarez 67' |

| Polonia | Argentina |

| GK                  | 1  | Wojciech Szczęsny      |     |     |
| RB                  | 2  | Matty Cash             |     |     |
| CB                  | 15 | Kamil Glik             |     |     |
| CB                  | 14 | Jakub Kiwior           |     |     |
| LB                  | 18 | Bartosz Bereszyński    |     | 72' |
| RM                  | 20 | Piotr Zieliński        |     |     |
| CM                  | 6  | Krystian Bielik        |     | 62' |
| CM                  | 10 | Grzegorz Krychowiak    | 78' | 83' |
| LM                  | 24 | Przemysław Frankowski  |     | 46' |
| CF                  | 9  | Robert Lewandowski (c) |     |     |
| CF                  | 16 | Karol Świderski        |     | 46' |
| Înlocuiri:          |    |                        |     |     |
| MF                  | 26 | Michał Skóraś          |     | 46' |
| MF                  | 13 | Jakub Kamiński         |     | 46' |
| MF                  | 8  | Damian Szymański       |     | 62' |
| DF                  | 3  | Artur Jędrzejczyk      |     | 72' |
| FW                  | 23 | Krzysztof Piątek       |     | 83' |
| Manager:            |    |                        |     |     |
| Czesław Michniewicz |    |                        |     |     |

| GK             | 23 | Emiliano Martínez   |     |     |
| RB             | 26 | Nahuel Molina       |     |     |
| CB             | 13 | Cristian Romero     |     |     |
| CB             | 19 | Nicolás Otamendi    |     |     |
| LB             | 8  | Marcos Acuña        | 49' | 59' |
| DM             | 24 | Enzo Fernández      |     | 79' |
| CM             | 7  | Rodrigo De Paul     |     |     |
| CM             | 20 | Alexis Mac Allister |     | 83' |
| RF             | 11 | Ángel Di María      |     | 59' |
| CF             | 10 | Lionel Messi (c)    |     |     |
| LF             | 9  | Julián Álvarez      |     | 79' |
| Înlocuiri:     |    |                     |     |     |
| MF             | 5  | Leandro Paredes     |     | 59' |
| DF             | 3  | Nicolás Tagliafico  |     | 59' |
| DF             | 6  | Germán Pezzella     |     | 79' |
| FW             | 22 | Lautaro Martínez    |     | 79' |
| MF             | 16 | Thiago Almada       |     | 83' |
| Manager:       |    |                     |     |     |
| Lionel Scaloni |    |                     |     |     |

| Jucătorul meciului: Alexis Mac Allister Arbitri asistenți: Hessel Steegstra (Țările de Jos) Jan de Vries (Țările de Jos) Al patrulea oficial: Saíd Martínez (Honduras) Arbitru asistent rezervă: Helpys Raymundo Feliz (Republica Dominicană) Arbitru asistent VAR: Pol van Boekel (Țările de Jos) Arbitri asistenți video: Bastian Dankert (Germania) Kathryn Nesbitt (SUA) Juan Soto (Venezuela) Arbitri asistenți video: Anton Shchetinin (Australia) |

### Arabia Saudită vs Mexic
| Arabia Saudită        | 1–2    | Mexic                     |
| --------------------- | ------ | ------------------------- |
| - S. Al-Dawsari 90+5' | Raport | - Martín 47' - Chávez 52' |

| Arabia Saudită | Mexic |

| GK           | 21 | Mohammed Al-Owais    |       |     |
| CB           | 17 | Hassan Al-Tambakti   | 52'   |     |
| CB           | 4  | Abdulelah Al-Amri    | 90+1' |     |
| CB           | 5  | Ali Al-Bulaihi       |       | 37' |
| RM           | 2  | Sultan Al-Ghannam    |       | 88' |
| CM           | 15 | Ali Al-Hassan        | 34'   | 46' |
| CM           | 23 | Mohamed Kanno        |       |     |
| LM           | 12 | Saud Abdulhamid      |       |     |
| RF           | 9  | Firas Al-Buraikan    |       |     |
| CF           | 11 | Saleh Al-Shehri      | 28'   | 62' |
| LF           | 10 | Salem Al-Dawsari (c) |       |     |
| Înlocuiri:   |    |                      |       |     |
| MF           | 26 | Riyadh Sharahili     |       | 37' |
| DF           | 3  | Abdullah Madu        | 81'   | 46' |
| FW           | 20 | Abdulrahman Al-Aboud |       | 62' |
| FW           | 19 | Hattan Bahebri       | 90+7' | 88' |
| Manager:     |    |                      |       |     |
| Hervé Renard |    |                      |       |     |

| GK              | 13 | Guillermo Ochoa (c) |     |     |
| RB              | 19 | Jorge Sánchez       |     | 86' |
| CB              | 3  | César Montes        |     |     |
| CB              | 15 | Héctor Moreno       |     |     |
| LB              | 23 | Jesús Gallardo      |     |     |
| CM              | 4  | Edson Álvarez       | 16' | 86' |
| CM              | 24 | Luis Chávez         |     |     |
| RW              | 22 | Hirving Lozano      |     |     |
| AM              | 17 | Orbelín Pineda      |     | 77' |
| LW              | 10 | Alexis Vega         |     | 46' |
| CF              | 20 | Henry Martín        |     | 77' |
| Înlocuiri:      |    |                     |     |     |
| FW              | 21 | Uriel Antuna        |     | 46' |
| FW              | 9  | Raúl Jiménez        |     | 77' |
| MF              | 8  | Carlos Rodríguez    |     | 77' |
| DF              | 26 | Kevin Álvarez       |     | 86' |
| FW              | 11 | Rogelio Funes Mori  |     | 86' |
| Manager:        |    |                     |     |     |
| Gerardo Martino |    |                     |     |     |

| Jucătorul meciului: Luis Chávez (Mexico) Arbitri asistenți: Stuart Burt (Anglia) Simon Bennett (Anglia) Al patrulea oficial: István Kovács (România) Arbitru asistent rezervă: Vasile Marinescu (România) Arbitru asistent VAR: Massimiliano Irrati (Italia) Arbitri asistenți video: Paolo Valeri (Italia) Alessandro Giallatini (Italia) Alejandro Hernández Hernández (Spania) Arbitri asistenți video: Ciro Carbone (Italia) |

## Disciplină
Punctele fair-play urmau să fie folosite ca departajare în cazul în care echipele ar fi fost la egalitate în clasamentul din grupă și în meciul direct. Acestea au fost calculate pe baza cartonașelor galbene și roșii primite în toate meciurile din grupe, după cum urmează: 
- Primul cartonaș galben: -1 punct;
- Cartonaș roșu indirect (al doilea cartonaș galben): -3 puncte;
- Cartonaș roșu direct: -4 puncte;
- Cartonaș galben și cartonaș roșu direct: -5 puncte;

Doar una dintre penalizările de mai sus se aplică unui jucător într-un singur meci.
| Echipa                     | Meciul 1        | Meciul 1                               | Meciul 1      | Meciul 1                        | Meciul 2        | Meciul 2                               | Meciul 2      | Meciul 2                        | Meciul 3        | Meciul 3                               | Meciul 3      | Meciul 3                        | Puncte |
| Echipa                     | Cartonaș galben | Cartonaș galben · Cartonaș galben-roșu | Cartonaș roșu | Cartonaș galben · Cartonaș roșu | Cartonaș galben | Cartonaș galben · Cartonaș galben-roșu | Cartonaș roșu | Cartonaș galben · Cartonaș roșu | Cartonaș galben | Cartonaș galben · Cartonaș galben-roșu | Cartonaș roșu | Cartonaș galben · Cartonaș roșu | Puncte |
| -------------------------- | --------------- | -------------------------------------- | ------------- | ------------------------------- | --------------- | -------------------------------------- | ------------- | ------------------------------- | --------------- | -------------------------------------- | ------------- | ------------------------------- | ------ |
| Anglia                     |                 |                                        |               |                                 |                 |                                        |               |                                 |                 |                                        |               |                                 | 0      |
| Statele Unite ale Americii | 4               |                                        |               |                                 |                 |                                        |               |                                 | 1               |                                        |               |                                 | −5     |
| Iran                       | 2               |                                        |               |                                 | 2               |                                        |               |                                 | 3               |                                        |               |                                 | −7     |
| Țara Galilor               | 2               |                                        |               |                                 | 1               |                                        | 1             |                                 | 2               |                                        |               |                                 | −9     |

## Legături externe
- Site web oficial